# خط ۹ متروی تهران
خط ۹ متروی تهران یکی از خطوط مترو طراحی شده جدید در شهر تهران می‌باشد که ساخت آن از اردیبهشت سال ۱۴۰۳ آغاز شده‌ است‌. این خط از ایستگاه متروی چیتگر واقع در خط ۵ متروی تهران (صادقیه - کرج و گلشهر) آغاز و در تقاطع با ایستگاه مترو دولت‌آباد بخش جنوبی خط ۶ متروی تهران به پایان مسیر خود می‌رسد.

## مسیر
این خط از ایستگاه متروی چیتگر واقع در خط ۵ متروی تهران (صادقیه - کرج و گلشهر) آغاز و با عبور از بلوار کوهک واقع در منطقه ۲۲ وارد بزرگراه آیت الله مهدوی کنی شده و در ضلع جنوب غربی تقاطع بزرگراه شهید همت و بزرگراه مهدوی کنی با ایستگاه متروی آیت‌الله مهدوی کنی در خط ۱۰ متروی تهران متقاطع شده و در حرکت بسوی شرق وارد بزرگراه شهید همت می‌شود و در ایستگاه مترو شهراناز بخش شمالی خط ۶ متروی تهران متقاطع بوده و با عبور تقاطعی از توسعه غربی خط ۴ متروی تهران در ایستگاه مترو چهارباغ (در حال ساخت) در تقاطع ضلع جنوبی بزرگراه همت و شمال میدان چهارباغ جنت آباد از طریق خیابان پارک واقع در ضلع شرقی محله پونک و بلوار همیلا بسمت بوستان نهج البلاغه و از طریق بلوار ایوانک محله شهرک غرب با عبور از بخش غربی خط ۷ متروی تهران در تقاطع ایستگاه متروی میدان صنعت از بلوار ایران زمین و خیابان ملاصدرا و عبور از میدان ونک وارد بزرگراه شهید حقانی شده و با عبور تقاطعی از ایستگاه متروی شهید حقانی واقع در خط ۱ متروی تهران وارد خیابان کوشا در محله کتابی شده و با احداث سه ایستگاه در محل میدان جوانان، تقاطع خیابان پاسداران و شهید گل نبی، خیابان فرخی یزدی محله ضرابخانه به‌صورت متقاطع از خط ۳ متروی تهران در ایستگاه متروی شهید زین الدین رد شده و در ضلع جنوبی بزرگراه شهید زین الدین با احداث دو ایستگاه در میدان ملت محله مجیدیه شمالی و انتهای خیابان شهید کرد در ضلع غربی بزرگراه امام علی به سمت جنوب شرق متمایل خواهد شد و از اراضی مابین محله شمیران نو و کوهک عبور و با احداث یک ایستگاه در بلوار هنگام مقابل اداره مرکزی شرکت واحد اتوبوسرانی تهران وارد خیابان شهید آیت شده و با عبور از بزرگراه رسالت در تقاطع ایستگاه متروی سرسبز واقع در خط ۲ متروی تهران و به‌عنوان ایستگاه ابتدایی بخش شمالی خط ۸ متروی تهران به سمت محله محله نارمک و میدان نبوت از خیابان دماوند عبور و از میدان امامت و محله نیروی هوایی در تقاطع خیابان پیروزی به صورت متقاطع بخش شرقی خط ۴ متروی تهران، ایستگاه متروی نبرد را پشت سر گذاشته و وارد محله چهارصد دستگاه و خیابان نبرد شده و با احداث یک ایستگاه در تقاطع بلوار پاسدار گمنام بسوی ابتدای بزرگراه شهید محلاتی سیر می‌نماید و در بخش شرقی خط ۷ متروی تهران به صورت ایستگاه تقاطعی در ایستگاه مترو بسیج وارد بزرگراه بسیج شده و در ضلع جنوب شرقی میدان بسیج (سه راه افسریه) با ایستگاه دوم بخش جنوبی خط ۸ متروی تهران متقاطع شده و از مسیر جاده خاوران وارد محله مشیریه شده و با طی مسیر و احداث یک ایستگاه در بلوار صالحی این محله بسمت ضلع غربی بزرگراه امام علی سیر نموده و در تقاطع با ایستگاه مترو دولت‌آباد بخش جنوبی خط ۶ متروی تهران به پایان مسیر خود می‌رسد.

## ایستگاه‌ها
| کد ایستگاه | نام ایستگاه               | تقاطع با مترو     | تقاطع با بی‌آرتی       | آدرس                                                       |
| ---------- | ------------------------- | ----------------- | --------------------- | ---------------------------------------------------------- |
| A9         | شهدای دولت‌آباد            |                   |                       | تقاطع خیابان‌های چمران و قدس                                |
| B9         | مشیریه                    |                   |                       | تقاطع بلوار بوعلی و بلوار مزینانی                          |
| C9         | میدان بسیج                | ۸ 8               | BRT 2 و BRT 3 و BRT 8 | سه راه افسریه                                              |
| D9         | بقایی                     |                   | BRT 3                 | تقاطع بزرگراه بسیج و بلوار بقایی                           |
| E9         | ده حقی                    |                   | BRT 3                 | تقاطع بزرگراه بسیج با خیابان ۲۰ متری افسریه و بلوار ده حقی |
| F9         | بسیج                      |                   | BRT 3                 | تقاطع بزرگراه بسیج و بزرگراه محلاتی                        |
| G9         | ائمه اطهار                |                   |                       | تقاطع خیابان ائمه اطهار و خیابان نبرد                      |
| H9         | نبرد                      |                   |                       | چهارراه کوکاکولا                                           |
| I9         | ستاد فرماندهی نیروی هوایی |                   |                       | انتهای خیابان یکم نیروی هوایی                              |
| J9         | میدان امامت               |                   | BRT 1 و BRT 3         | بین میدان امامت و چهارراه آیت                              |
| K9         | ثانی                      |                   | BRT 3                 | چهارراه تلفنخانه                                           |
| L9         | میدان نبوت (هفت حوض)      |                   | BRT 3                 | میدان نبوت (هفت حوض)                                       |
| M8         | سرسبز                     | و ۸ 8             | BRT 3 و BRT 5         | چهارراه سرسبز                                              |
| N9         | فرجام                     |                   |                       | تقاطع خیابان هنگام و خیابان دانشگاه علم و صنعت             |
| O9         | شمس آباد                  |                   |                       | تقاطع خیابان‌های کرد و قلیچ خانی                            |
| P9         | میدان ملت                 |                   |                       | میدان ملت                                                  |
| Q9         | زین‌الدین                  |                   |                       | بزرگراه صیاد شیرازی بین بزرگراه زین‌الدین و خیابان گیلان    |
| R9         | گیلان                     |                   |                       | تقاطع خیابان‌های گیلان غربی و فرخی یزدی                     |
| S9         | پاسداران                  |                   |                       | ابتدای خیابان پاسداران                                     |
| T9         | مهران                     |                   |                       | میدان معتمدنژاد                                            |
| U9         | بانک مرکزی                |                   |                       | بزرگراه حقانی روبه‌روی ساختمان اصلی بانک مرکزی ایران        |
| V9         | حقانی                     | و انشعاب دوم خط ۱ |                       | بزرگراه حقانی بین پارک طالقانی و ساختمان قدیم بانک مرکزی   |
| W9         | میدان ونک                 |                   | BRT 7                 | میدان ونک                                                  |
| X9         | شیراز                     |                   |                       | تقاطع خیابان ملاصدرا و خیابان شیراز                        |
| Y9         | ملاصدرا                   |                   |                       | تقاطع بزرگراه چمران و خیابان ملاصدرا                       |
| Z9         | میدان صنعت                |                   |                       | میدان صنعت                                                 |
| Z9-1       | ایوانک                    |                   |                       | تقاطع بلوار ایوانک و خیابان زرافشان                        |
| Z9-2       | پونک                      |                   |                       | تقاطع بلوار فلاح زاده و بلوار اورک                         |
| Z9-3       | دانشگاه علم و فرهنگ       |                   |                       | بزرگراه همت نرسیده به بزرگراه اشرفی اصفهانی                |
| Z9-4       | عدل                       |                   |                       | بزرگراه همت بین بلوار عدل و بلوار سردار جنگل               |
| Z9-5       | مخبری                     |                   |                       | تقاطع بزرگراه همت و بزرگراه ستاری                          |
| Z9-6       | چهارباغ                   |                   |                       | بین میدان چهارباغ و بزرگراه همت                            |
| Z9-7       | شهران                     |                   |                       | تقاطع بزرگراه همت و بلوار کوهسار                           |
| Z9-8       | دهکده المپیک              |                   |                       | تقاطع بلوار دهکده المپیک و بلوار زیبادشت                   |
| Z9-9       | مهدوی کنی                 |                   |                       | میدان فولادوند                                             |
| Z9-10      | شهرک صدرا                 |                   |                       | تقاطع بزرگراه مهدوی کنی و بلوار هوانیروز                   |
| Z9-11      | همدانی                    |                   |                       | تقاطع بزرگراه مهدوی کنی و بزرگراه همدانی                   |
| Z9-12      | کوهک                      |                   |                       | تقاطع بلوار علیمرادی و خیابان نسیم شانزدهم                 |
| Z9-13      | چیتگر                     | و                 |                       | تقاطع آزادراه تهران-کرج و بلوار علیمرادی                   |